# Ildephons Richter
Ildephons Richter (* 9. Dezember 1892, † nach 1947) war ein deutscher Jurist und nationalsozialistischer Kulturbeamter.

## Leben und Wirken
Über seine Biographie ist relativ wenig bekannt. Er studierte Rechts- und Staatswissenschaften und promovierte 1931 an der Universität Halle-Wittenberg zum Dr. jur. Das Thema seiner Dissertation lautete Die fehlerhafte Arbeitsordnung. Als Jurist wurde er zunächst Syndikus des Verbandes Deutscher Zeitungs-Verleger in Berlin.
Von 1933 bis 1939 war Ildephons Richter Geschäftsführer der Reichspressekammer in Berlin. Am 15. November 1935 wurde er von Joseph Goebbels zum Mitglied des Reichskultursenats ernannt. Spätestens ab 1940 lebte Richter in München, wo er noch 1941 nachweisbar ist. Er leitete die Herold Verlagsanstalt GmbH. Ab 1944 war er Geschäftsführer der Europa-Verlag GmbH.

## Schriften (Auswahl)
- Die fehlerhafte Arbeitsordnung. 1931.
- Urheberrecht und Reichskulturkammer. In: Archiv für Urheber - Film- und Theaterrecht, 1934, S. 329–334.
- Das neue Presserecht. In: Deutsches Kulturrecht, hrsg. vom Deutschen Fichtebund e. V., Hamburg 1936, S. 63–74.